# All Pigs Must Die
All Pigs Must Die ist eine US-amerikanische Hardcore-Punk-Supergroup aus Boston, Massachusetts, die 2010 gegründet wurde.

## Geschichte
Die Band wurde im Jahr 2010 gegründet und besteht aus dem Schlagzeuger Ben Koller (Converge), dem Sänger Kevin Baker (The Hope Conspiracy) und den Bloodhorse-Mitgliedern Matt Woods und Adam Wentworth am Bass bzw. an der E-Gitarre. Im selben Jahr erschien über Nonbeliever Records eine selbstbetitelte EP. Später im Jahr begannen mit Kurt Ballou die Arbeiten zum Debütalbum. Nachdem 2011 ein Plattenvertrag bei Southern Lord unterzeichnet worden war, erschien hierüber im Sommer des Jahres das Album God Is War, dem sich im Sommer 2013 das zweite, erneut von Ballou produziert, unter dem Namen Nothing Violates This Nature anschloss. 2016 war die Band unter anderem auf dem Hellfest zu sehen. Aus dem am 27. Oktober 2017 veröffentlichten dritten Album Hostage Animal wurden die Singles A Caustic Vision und Blood Wet Teeth ausgekoppelt. Die Besetzung ist auf dem Album durch das Hinzukommen des Gitarristen Brian Izzi (Trap Them) auf ein Quintett angewachsen. Die Aufnahmen zu dem Album hatten in Kurt Ballous GodCity Studio stattgefunden. Izzi war 2017 zur Band gekommen, wobei All Pigs Must Die bereits die Jahre zuvor eine enge Beziehung zu Trap Them gepflegt hatte. Im selben Jahr spielte die Gruppe außerdem erstmals in Übersee.

## Stil
In der Bandbiografie auf southernlord.com werden Slayer, Trouble, alte Morbid Angel, G.I.S.M., Jesus Lizard, Bathory, alte Ulver, alte Sepultura, die Philosophen Friedrich Nietzsche und Martin Heidegger, der Naturforscher Charles Darwin, die Gefühle Pessimismus, Furcht, Hass und Paranoia sowie THC als Einflüsse angegeben. Gregory Heaney von Allmusic schrieb über die Band, dass sie eine Mischung aus Heavy Metal, D-Beat und Hardcore Punk spielt.
Wolf-Rüdiger Mühlmann vom Rock Hard bezeichnete God Is War als aggressive Mischung aus Discharge und Entombed. Er empfahl die Musik Fans von Death Metal, Crustcore und „Thrasher[n], die wegen diverser Neo-Muschi-Kapellen vergessen haben, dass ihre Lieblingsmusik eigentlich meuchelt, wegsäbelt und alles zerhackt“. In einer späteren Ausgabe schrieb Mühlmann zu Nothing Violates This Nature, dass hierauf alles, was er am Vorgängeralbum gemocht hatte, entweder teilweise oder komplett verschwunden sei. Man konzentriere sich stärker auf den Death Metal und weniger auf Punk und Hardcore Punk und auch die Rock-’n’-Roll-Elemente seien fast komplett verschwunden. Ansonsten gebe es neben ein paar langsamen Songs aggressiven Grindcore und Metal, der zwar technisch perfekt, jedoch emotionslos gespielt werde. Stilistisch sei die Gruppe mit Hierophant vergleichbar. Gretha Breuer vom selben Magazin bezeichnete Hostage Animal als vielschichtigen Metal-Punk, „dem viele Ideen und genrefremde Vorbilder innewohnen“. Das Album sei eine Mischung aus längeren fünfminütigen epischen Songs und kurzen schlagkräftigen Liedern. Die Riffs seien oft zäh und klängen dem Sludge entliehen. In Breuers Interview eine Ausgabe später gab die Band an, dass sie Hostage Animal als bisher dynamischstes Album betrachtet. Durch das Hinzukommen Izzis habe man „soundmäßig viel mehr Terrain“ erobert. Die Musiker würden durch verschiedene Musiker, Künstler, Autoren und Filmemacher beeinflusst, wobei jedes einzelne Mitglied mal mehr, mal weniger mit dem Einfluss des anderen anfangen könne.
Joachim Hiller vom Ox-Fanzine ordnete God Is War dem Crustcore zu. Textlich behandele man Themen wie Wiktor Anatoljewitsch But, Atheismus und Völkermorde in der Dritten Welt. Auf dem Album befänden sich mitreißende „Knüppelorgien“ und es sei für Leute geeignet, die „Hardcore gerne ultrahart, extrem schnell und apokalyptisch“ hören würden, wobei man in den Songs „ohne störende Metal-Elemente“ auskomme. Zudem bezeichnete er die Musik als „doomige[n] Grind-Crust-Attacke auf höchstem Niveau“. In einer späteren Ausgabe rezensierte Hiller Nothing Violates This Nature und beschrieb die Musik als kompromisslos, sehr aggressiv und als „nihilistische Baller-Orgie“. Die Band sei für ihn die logische Weiterentwicklung des Crustcores der 1980er und 1990er Jahre hin zum „Metal-Hardcore-Hybrid“.
Anzo Sadoni vom Metal Hammer ordnete Nothing Violates This Nature dem harten Deathgrind zu, der jedoch auch des Öfteren in Doom Metal und Sludge verfalle. Die Songs seien abwechslungsreich gestaltet, sodass keiner dem anderen gleiche. Die Stimmung sei nihilistisch und schwarz. Zusammengefasst handele es sich um „kein Album für Wochenendmetaller und -Death Metal-Rucksacktouristen, die denken, Debauchery sei der ‚ganz extreme Shit‘“. Vier Jahre später rezensierte Christina Wenig Hostage Animal und stellte fest, dass sich die Band abwechslungsreicher gebe als zuvor, wobei es „zutiefst schwarz, fies und gottlos“ zugehe. Insgesamt stellte sie Elemente aus dem Hardcore Punk, Grindcore, Sludge, Death Metal und Thrash Metal fest.

## Diskografie
- 2010: All Pigs Must Die (EP, Nonbeliever Records)
- 2011: God Is War (Album, Southern Lord)
- 2012: Curse of Humanity / Extinction Is Ours (EP, Nonbeliever Records)
- 2013: Silencer (EP, Nonbeliever Records)
- 2013: Nothing Violates This Nature (Album, Southern Lord)
- 2017: Hostage Animal (Album, Southern Lord)
- 2017: A Caustic Vision (EP, Eigenveröffentlichung)